# John Carruthers Beattie
Sir John Carruthers Beattie   (Waterbeck, 21 de novembre de 1866 - Ciutat del Cap, 10 de setembre de 1946) va ser un físic i matemàtic escocès que va treballar quasi tota la seva vida a Sud-àfrica.

## Vida i obra
Beattie va començar es seus estudis superiors el 1884 a Moray House, l'escola de formació del professorat d'Edimburg. Després va estudiar ciències a la universitat d'Edimburg en la qual es va graduar. De 1892 a 1896 va estudiar a Múnic, Viena, Berlín i Glasgow. El 1897 va obtenir el doctorat a la universitat d'Edimburg.
El 1897 va ser nomenat professor de física i matemàtiques aplicades del South African College de Ciutat del Cap (Sud-àfrica). El 1918, en convertir-se el college en la universitat de Ciutat del Cap, Beattie va ser el seu primer rector i vicecanceller fins a la seva jubilació el 1937.
Les seves despulles descansen al propi campus de la universitat, damunt del club de tennis.
Beattie, juntament amb el matemàtic també escocès de la universitat de Stellenbosch, van dur a terme entre els anys 1898 i 1906 mesures del camp magnètic d'un ampli territori del sud del continent africà, en el qual van instal·lar 405 estacions de mesura al sud del riu Zambezi. Els seus resultats van ser publicats el 1909 per la Royal Society en un volum titulat Report of a Magnetic Survey of South Africa, en el qual detalla amb precisió els instruments i mètodes emprats i analitza els resultats descobrint les anomalies magnètiques.
A partir de 1918, quan ja era rector de la nova universitat, Beattie va estar més interessat en la creació d'un sistema universitari sud-africà i va abandonar la recerca científica.